# Čučice
Čučice község Csehországban, Brno-vidéki járásban. Čučice Senorady, Lukovany, Ketkovice, Oslavany és Nová Ves településekkel határos. Lakosainak száma 451 fő (2024. január 1.).

## Népesség
A település lakosságának változását az alábbi diagram mutatja:
| Lakosok száma | 238  | 315  | 452  | 532  | 493  | 428  | 425  | 437  | 450  | 451  |
|               | 1869 | 1890 | 1921 | 1950 | 1980 | 2001 | 2017 | 2019 | 2022 | 2024 |